# Tropiduridae
Los tropidúridos (Tropiduridae) son una familia de lagartos. Se distribuyen por Sudamérica, las islas Galápagos y el mar Caribe.

## Géneros
Incluye los siguientes ocho géneros:
- Eurolophosaurus Frost, Rodrigues, Grant & Titus, 2001
- Microlophus Duméril & Bibron, 1837
- Plica Gray, 1830
- Stenocercus Duméril & Bibron, 1837
- Strobilurus Wiegmann, 1834
- Tropidurus Wied-Neuwied, 1824
- Uracentron Kaup, 1827
- Uranoscodon Bonaparte, 1832